# Kedungpapar
Kedungpapar is een bestuurslaag in het regentschap Jombang van de provincie Oost-Java, Indonesië. Kedungpapar telt 3054 inwoners (volkstelling 2010).